# Hemispragueia idella
Hemispragueia idella là một loài bướm đêm trong họ Noctuidae.